# ویلیام اندرتون
ویلیام اندرتون (انگلیسی: William Anderton؛ زادهٔ ۱۸۷۹) بازیکن فوتبال اهل بریتانیا است.
از باشگاه‌هایی که در آن بازی کرده‌است می‌توان به باشگاه فوتبال بلکپول اشاره کرد.